# フランソワ・アンネビック
フランソワ・アンネビック（仏: François Hennebique、1842年4月26日 - 1921年3月7日）はフランスの技術者であり、独学で建築を学んだ。彼は1892年に柱や梁といった別々の建築要素を一体化した、先駆的な鉄筋コンクリート建築工法を開発し特許を取得した。アンネビック工法は、近代的な鉄筋コンクリート工法の最初の姿のひとつである。

## 経歴
アンネビックは、ヌーヴィル＝サン＝ヴァーで、父のベンジャミン・アンネビックと母オーギュスティーヌ・デマルキリエの間に生まれた。父は行商人であった。カナダ通り64番地には、「鉄筋コンクリート構造の発明者フランソワ・アンネビックは1842年4月25日にここで生まれた」と刻まれたブロンズのメダルがある。
1860年、煉瓦職人となり、特に古い教会の修復に興味を持った。後に建築家となり、1867年、ブリュッセルに建築と修理の会社を設立した。

### ジョゼフ・モニエの工法を研究
1873年から1874年頃、アンネビックは、ジョゼフ・モニエが開発した建設工法に大きな可能性を見出した。モニエは、1867年7月16日に「園芸用の可搬式鉄・セメント製植木鉢」の特許を初めて申請していた。そこでアンネビックは、ジョゼフ・モニエの工法に従って鉄筋コンクリートを使った建築について学んだ。

### 強化コンクリート工法で鉄筋コンクリートスラブを打設
1879年、アンネビックは初めて鉄筋コンクリートスラブを打設した。強化コンクリート工法は、1879年にベルギーで行われた住宅プロジェクトで、錬鉄製の梁の防火対策としてコンクリートを使用することから始まった。しかし彼は、鉄は床スラブの引張部分にのみ使用し、圧縮部分はコンクリートに頼った方が、床システムがより経済的であることに気づいた。彼の解決策は鉄筋コンクリート、つまりコンクリートスラブの底面に鉄筋を入れたものだった。

### 請負業者を止めコンサルタント・エンジニアに転身
1892年、彼は請負業者を止め、パリに国際エンジニアリング会社を設立しコンサルタント・エンジニアとなった。鉄筋コンクリートの使用に関する最初の特許は1892年8月8日に登録され、タイトルは「金属とセメントの特殊な組み合わせ（Combinaison particulière du mettal et du ciment en vue de la création de poutraisons très lères et de haute résistance）」であった。ただし、1903年に、この特許は無効とされ、ジョセフ・モニエの1878年の特許に優先権が与えられた。

### アンネビック工法の開発
その後、彼は独自の構造工法を開発し、これが後にアンネビック工法となる、幅25～30ミリの平らな鉄でできた補強用スターラップは、塊を固定し均質化するように設計されており、鉄筋コンクリート用の金属補強の先駆けとなった。
1894年、エショルツマット市のヴィッゲン地区に、スイス初の鉄筋コンクリート橋を建設した。1895年、ナント近郊のシャンテネで、彼の特許工法で鉄筋コンクリートによる初の大規模な倉庫建築に使用された。グラン・ムーラン・ド・ラ・ロワール・ペロー・エ・コンパニー（Grand Moulin de la Loire Perraud et Compagnie）で、建築家はルノワール、エテーブ、ラウルー、リールの建築技師E.とP.セー、ナントのアンネビック事務所の地元技師ウジェーヌ・ル・ブランであった。
彼のビジネスは急速に発展し、1896年にブリュッセルで5人だった従業員は、2年後にパリに移ってからは25人にまで拡大した。さらに、彼のシステムの代理店として活躍する企業のネットワークも急速に拡大した。その中には、イギリスのL.G.ムッシェルやF.A.マクドナルド＆パートナーズ、ドイツのエドゥアルド・ズブリンも含まれていた。1896年、彼はアンジェにある武器庫クートローのテラスの設計をエクトール・ギマールに依頼された。
1899年には、フランス初の鉄筋コンクリート橋であるシャテローのカミーユ・ド・ホーグ橋を設計・建設した。
1900年には、リヨンの建築家エドゥアール・アルノーとともに、パリのダントン通り1番地に最初の鉄筋コンクリート造の建物を建設した。
1900年4月29日、パリ万国博覧会中にグローブ・セレスト天球儀で発生した大惨事を受け、1900年12月19日に大臣令で設置された、建築工程（特に鉄筋コンクリートの使用）の要件を定めて工事を許可することを任務とする鉄筋セメント委員会（Commission du ciment armé）に土木技師として参加した。
1901年から1904年にかけて、彼はこの素材を使って、RERブール＝ラ＝レーヌ駅近くのリセ・ラカナルの向かいに、独創的な建築の家を建てた。
その後、マンチェスターのドック、ニューカッスルのトンネル、リヨンとトリノのスタジアム、パリロンシャン競馬場のスタンド、パリのプティ・パレの構造、床、階段などを建設した。

## アンネビック工法
アンネビックは、フランス国内外にアンネビック工法の販売店や代理店の大規模なネットワークを構築した。1902年までに290の事業所が設立され、フランス、ベルギー、スイス、イタリア、エジプト、ロシア、植民地など、多くの国に広がった。1895年から1910年にかけての国際的な成功により、アンネビックは鉄筋コンクリート構造工法分野において事実上独占的な地位を獲得し、その工法は土木構造物の建設において金属と競合するようになった。
ライセンシーの中には、建設プロセスの開発に携わった者もいる（トリノのポルチェドゥ社、イギリスのルイ・グスタフ・ムッシェル社など）。
パリ14区の新市庁舎、アルマンティエール、オービュッソン、ブローニュ＝ビヤンクール、バイユール、ゲレ、メキシコシティ、メッシーナ、モンディディエ、パナマ、ペロンヌ、フィリップヴィル、スファックス16の市庁舎など、90以上の市庁舎の全部または一部がフランソワ・アンネビックの設計により建設された。
パリのLe Matin、パリのLe Petit Parisien、リヨンのLe Progrès de Lyon、リヨンのLe Nouvelliste、ボルドーのLa Petite Gironde、レンヌのL'Ouest-Éclair、ナンシーのL'Est Républicain、ルーアンのLe Journal、コンスタンティーヌのLa dépêche、アミアンのLe Progrès de la Somme、パリのL'imprimerie Draeger、リモージュのL'imprimerie Lavauzelleなど、アンネビックの設計により、50以上の印刷所が全体的または部分的に建設された。
第一次世界大戦前夜の1914年、アンネビック社は38カ国に127の販売店を持つ、正真正銘の多国籍企業であった。同社は年間7,000件の出願を処理していた。

## アンネビック強化コンクリート知的財産
フランソワ・アンネビックが1921年3月7日に亡くなった後も、彼の知的財産は彼のデザイン事務所であるアンネビック強化コンクリート（Bétons Armés Hennebique、BAH）設計事務所で生かされ続けた。この会社は以下の工事を設計した。
- 1931年、パッシー（フランス語版）（オート＝サヴォワ県）のゲブリアン療養所の鉄筋コンクリート造の部分[19]。このプロジェクトは、建築家ポル・アブラハム（フランス語版）（1891-1966年）とアンリ・ジャック・ル・メーム（フランス語版）（1897-1997年）により、高地療養所村協会（フランス語版）（Association des villages sanatoriums de haute altitude 、AVSHA）のために行われた。療養所の礼拝堂の構造を定義する際、放物線とカテナリー曲線の中間の形が用いられた。1971年からヴァル＝ド＝マルヌ県議会が所有するこの旧療養所[20]は、1973年に休暇村に生まれ変わった[21]。
- モン＝ザン＝バルール協同組合醸造所のサイロ。このプロジェクトは、1932年から19331年にかけて建築家ポール・フロランが指揮を執った[22]。

フランソワ・アンネビックの孫、ロジェ・フラメント＝アンネビック（1903～1935年）はパリ中央工芸学校出身のエンジニアで、当初は製図技師として入社し、後に取締役に昇進。1935年1月3日、ハル （ベルギー）近郊で交通事故死した。
1894年に設立されたアンネビック強化コンクリート（BAH）設計事務所は、1918年まで60,000件という相当数のプロジェクトを手がけていた。15万件近くを手がけた後、1967年に事業を停止した。

## 鉄筋コンクリート雑誌『Le Béton armé』の発行
1898年6月1日号（No.1）から1939年8月1日号（No.378）まで、鉄筋コンクリート構造の技術的・文献的なレビューが掲載された。『Le Béton armé』は、アンネビック工法の代理店や販売店向けであった。印刷部数は3,000部から10,000部で、165号ではリゾルジメント橋のプレゼンテーションのために最大21,000部が発行された。

## アンネビック工法による建築物

### イギリス

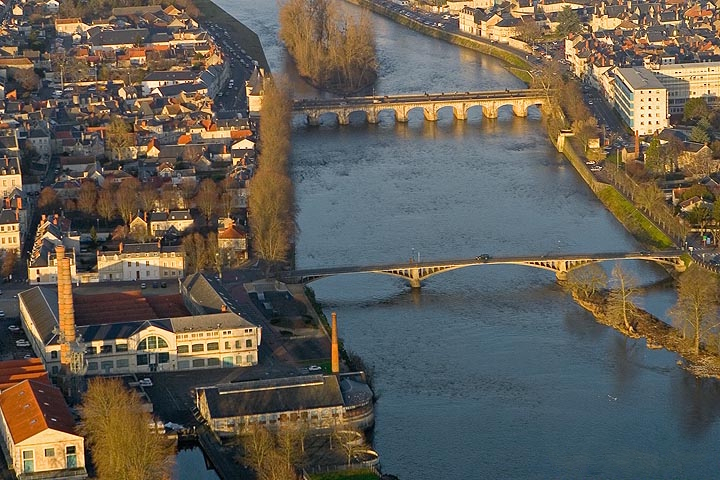
シャテルロー橋、写真下。

英国で初めてこの方式を採用した建物は、1897年にウェールズ南部の都市スウォンジーのドック地区に、アンネビックのイギリス人パートナー、ルイ・ギュスターヴ・ムシェルによって建てられたウィーバー・ビルディング製粉工場だったが、1984年にドックがマリタイム・クォーターによって再開発された際に取り壊された。当時の建物の5階にあった柱はサイエンス・ミュージアムに保存され、別の破片はアンバーリー博物館に寄贈された。別の破片はタウ川沿いに保存され、アンネビックと彼の業績を記念するプレートが掲げられているが、残念ながら彼のファーストネームの綴りは間違っている（フランソワではなくフランセ）。1892年から1902年の間に、建物、給水塔、橋など7,000以上の構造物がアンネビック工法を使って建設された。1899年のシャテルロー橋（写真）など、アンネビック自身が設計した構造物もあったが、ほとんどは、LG Mouchel（en）やF.A. Macdonald & Partnersを含む技術をライセンス供与されたディーラーや代理店によるものだった。
リバプール、マージー川のほとりには、1911年7月19日以来、ムシェルによって建設された、高さ98メートルの壮大な鉄筋コンクリートのロイヤル・リヴァー・ビルが建っている。このビルは、英国初の「超高層ビル」として知られ、当時は世界最大の鉄筋コンクリート構造物だった。街のシンボルとなっている。この建物は、2004年にユネスコの世界遺産に登録されたピアヘッドにある「スリー・グレイセス」と呼ばれる3つの歴史的建造物群の一部である。

### アイルランド
アイルランドでアンネビック工法が初期に最も多く使用されたのは、ドネリー・ムーア・ロビンソン・アンド・キーフ・アーキテクツが設計した、ミドル・アビー通り87-90番地にある1924年のアイリッシュ・インディペンデント・ビルであろう。

## 日本とのかかわり
1911年8月1日、フランスの建築家・都市計画家のアンリ・プロストはフランス政府より在日本国フランス大使館の建築設計を依頼された。遠く離れた極東の国、日本の大使館用敷地の図面や建築材料単価が分からないために、各国で鉄筋コンクリート造の建設を手がけて現地の事情に詳しいアンネビックに書簡を送って相談した。アンネビックは、イギリスでの事業パートナーであるルイ・ギュスターヴ・ムシェルのムシェル・アンド・パートナーズ社に、日本における材料の品質と価格、業者と職人について問い合わせた。そして日本における砂、砂利、セメント鉄筋の単価を割り出し、アンネビック工法での鉄筋コンクリート造による大使館の詳細な検討を進めて、1912年2月23日に大使公邸の構造図まで用意した。
1912年のフェズ条約によって領土の大部分がフランスの保護領になったモロッコに赴くことになったプロストの大使館計画案は、アレクサンドル・マルセルに引き継がれた。